# Amine Ennali
Amine Ennali de son nom complet Mohammed Amine Ennali (en arabe : محمد أمين النعمي), né le 17 mars 1997 à Tanger au Maroc, est un footballeur néerlando-marocain qui évolue au poste de milieu de terrain.

## Biographie

### En club
Mohammed Amine Ennali est inscrit très jeune dans les clubs amateurs de RKSV DCG, AFC avant d'intégrer l'académie du FC Volendam, du Vitesse Arnhem et de la Lazio Rome. Footballeur prometteur en Italie, il met un terme à son contrat pour retourner aux Pays-Bas.
Il rejoint l'académie du Achilles '29, club qui intègre le jeune joueur dans l'équipe première lors de la saison 2017/2018. Lors du mercato hivernal, il s'engage dans le club de sa ville natale, l'Ittihad de Tanger. Il fait ses débuts le 20 mai 2018 dans une défaite de 2-0 contre le Chabab Rif Al Hoceima. Ayant joué un match de championnat, il termine la saison en remportant le championnat, avant de prendre son départ pour la D4 espagnole au CD San Roque.
En 2018, il retourne rapidement aux Pays-Bas pour évoluer dans les clubs amateurs.

### En sélection
Mohammed Amine Ennali compte une sélection avec le Maroc olympique.

## Palmarès

### En club
Ittihad de Tanger
- Championnat du Maroc (1) :
  - Champion : 2017-18.